# Pici
Pici és un dels dos subordres en que es classifica l'ordre dels piciformes i està format pels barbuts, tucans, indicadors i picots. Alguns autors però, van considerar que aquest grup era en realitat tot l'ordre dels Piciformes, i que l'altre subordre (Galbuli), formava en realitat un ordre diferent.

## Morfologia
Les diferents famílies d'aquest grup tenen un aspecte molt diferent, amb una grandària molt variada, des dels 8 fins als 500 grams i formes molt variades de bec. Totes les espècies tenen peus zigodàctils, amb dos dits dirigits en sentit contrari als altres dos.

## Taxonomia
Considerats tradicionalment un dels dos subordres dels Piciformes, a finals del segle xx, els jacamars i barbacolls van ser separats d'aquests en el seu propi ordre per Sibley et al. També estudis morfològics anaven en el mateix sentit. A principis del segle XXI però, estudis moleculars van demostrar que els dos grups eren realment germans i havien de ser considerats subordres. 

Dins els Pici, es donava suport a la divisió en dos superfamílies, una amb els barbuts i els tucans i altra amb els picots i els indicadors.
Més recentment, davant la evidència que els barbuts, agrupats a la família dels capitònids (Capitonidae), no eren un grup monofilètic, aquesta família es va separar en tres (o quatre).

El subordre Pici estaria format per 7 famílies, 58 gèneres i 428 espècies:
- Superfamília Ramphastoidea, amb 5 famílies, 21 gèneres i 157 espècies.
  - Família dels líbids (Lybiidae), amb 10 gènere i 52 espècies de barbuts africans.
  - Família dels ramfàstids (Ramphastidae), amb 5 gèneres i 50 espècies de tucans.
  - Família dels capitònids (Capitonidae), amb dos gèneres i 18 espècies de barbuts americans.
  - Família dels semnornítids (Semnornithidae), amb dos gèneres i dues espècies de barbuts americans.
  - Família dels megalaimids (Megalaimidae), amb dos gèneres i 35 espècies de barbuts asiàtics.
- Superfamília Picoidea, amb dues famílies, 37 gèneres i 271 espècies.
  - Família dels indicatòrids (Indicatoridae), amb 4 gèneres i 16 espècies d'indicadors.
  - Família dels pícids (Picidae), amb 33 gèneres i 255 espècies de picots i semblants.